# کیم همپتون
کیم همپتون (انگلیسی: Kym Hampton؛ زادهٔ ۳ نوامبر ۱۹۶۲) بازیکن بسکتبال اهل ایالات متحده آمریکا است.